# Hole in one

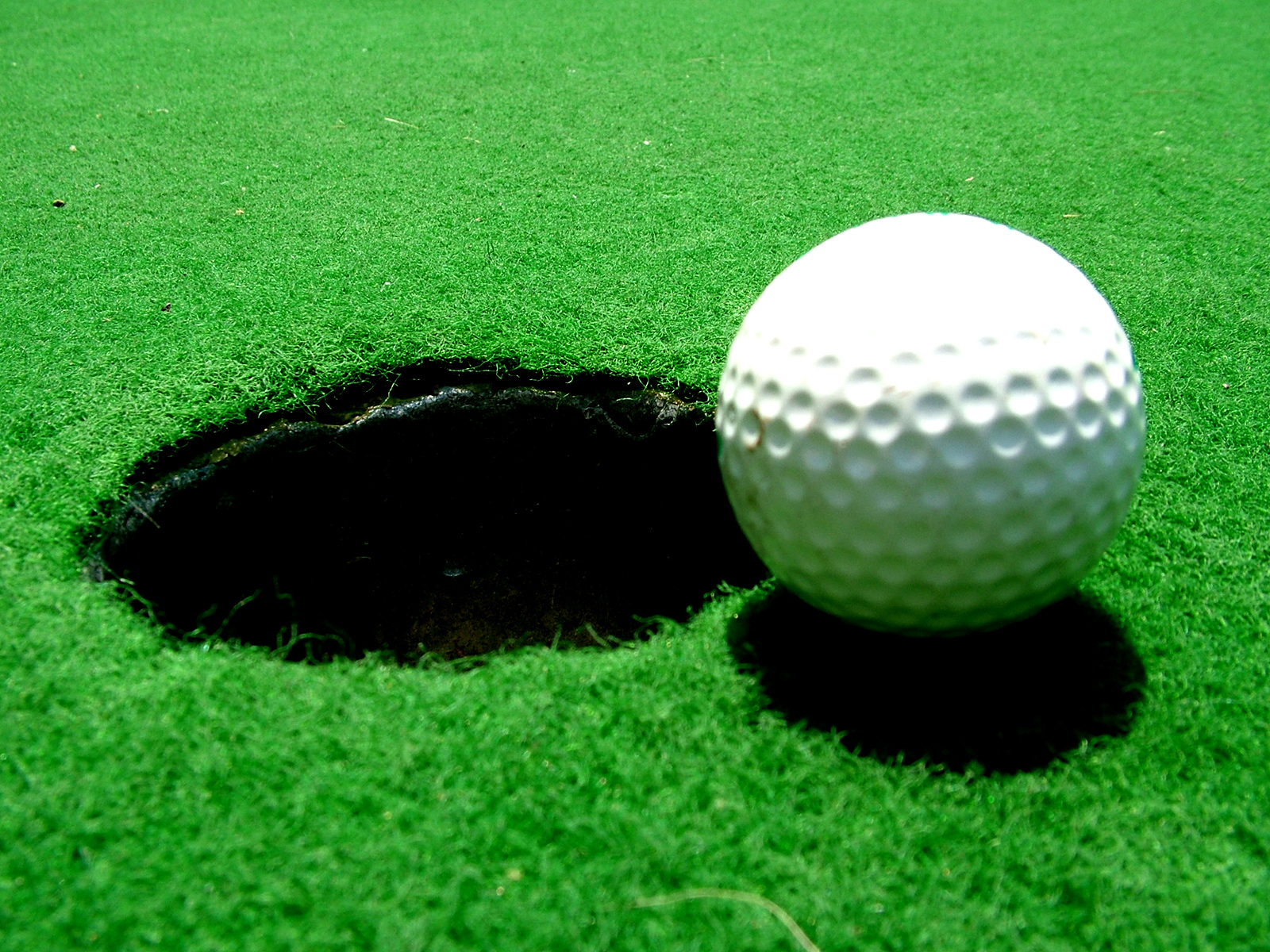
Bola de golfe prestes a cair no buraco.

Hole in one é uma jogada na qual o golfista acerta a bola no buraco com apenas uma tacada.
Esta "tacada perfeita" é mais fácil de ser conseguida em buracos de "par 3". Porém, em buracos de par 4 ou até 5, são muito raros de acontecer.
Alguns torneios dão prêmios especiais, como carros, ou até prêmios em dinheiro, para o golfista que acertar um Hole in one. Atuários calculam que a probabilidade desta jogada acontecer é de aproximadamente 12.500 para 1.

## Recordese Fatos Históricos
- Em 2001, Andrew Magee foi o primeiro golfista a atingir um Hole in one num par 4 na história dos EUA PGA Tour.[4]
- Em 17 de dezembro de 2014, o americano Gus Andreone, de 103 anos tornou-se o jogador mais velho a lograr um Hole in one.[5] O recorde anterior pertencia a Elsie McLean, com 102 (em 8 de Abril de 2007, em Chico (CA), com um par 3 mais de 91 metros).
- Jogador mais jovem com um hole in one - Coby Orr, 5 anos de idade, distância 100,6 m (110 jardas) em Riverside Club no Texas.[6]
- Provavelmente o primeiro golfista cego que atingiu um Hole in one tenha sido a americana Sheila Drummond, de 53 anos. Em um buraco par-3 em Lehington-Pensilvânia, com a bola a 132 jardas da o buraco.[7]
- Graham Marsh perfurado durante o mesmo evento na mesma fairway duas vezes para Hole-in-One. Este foi o então 60 anos de idade, da Austrália, em 2004, durante o British Open para os idosos.[8]
- Leo Fiyalko é o golfista cego mais velho a conseguir um Hole in one. A façanha ocorreu em 10 de Janeiro de 2008, em Clearwater, Florida, um hole in one. Ele tinha na época 92 anos e a bola estava a uma distância de cerca de 100 metros em linha reta para o buraco.
- Em 11 de Agosto de 2016, o britânico Justin Rose realizou o primeiro Hole in One da história dos Jogos Olímpicos no Rio 2016, realizando uma única tacada de 172m, que lhe permitiu completar um buraco par 3.